# Подлесе (гміна Солець-Здруй)
Подлесе (пол. Podlesie) — село в Польщі, у гміні Солець-Здруй Буського повіту Свентокшиського воєводства.
У 1975-1998 роках село належало до Келецького воєводства.